# Marhahús (festménysorozat)
A Marhahús Chaim Soutine festménysorozata.
A francia festő 1925-ben nagyjából tíz képet festett, amelyen marhahúst örökített meg. Soutine nagy rajongója volt Rembrandtnak, és a holland mester Louvre-ban látható Levágott ökör (1655) című alkotásának.

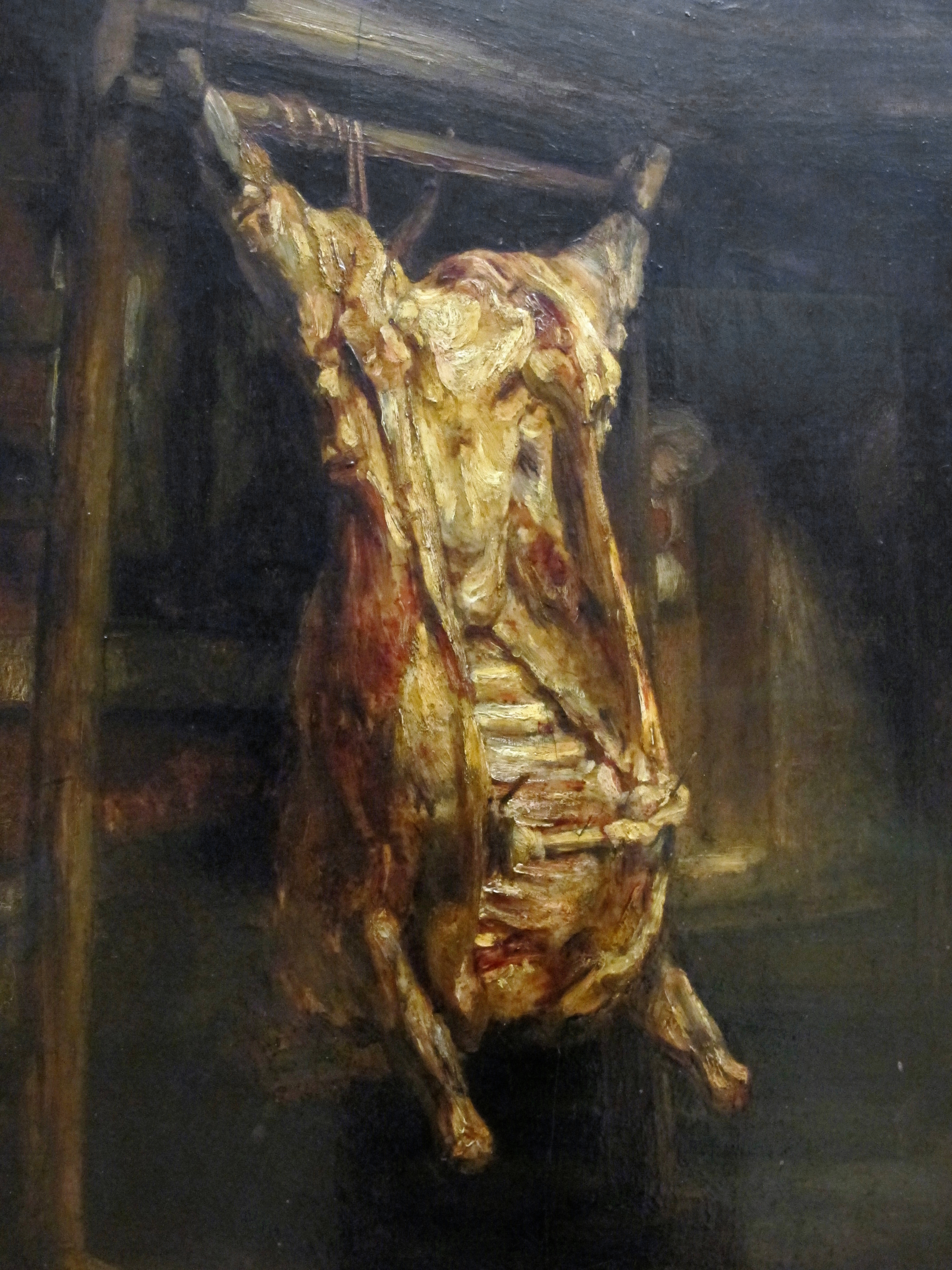
Rembrandt: Levágott ökör (1655)

Ebben az időben Soutine a párizsi rue du Saint-Gothardban bérelt műtermet, közel a Montparnasse-hoz, oda szállíttatta a levágott ökröt, amelyet lefestett. A hús hosszú időn át lógott a stúdiójában, és idővel rohadni kezdett. A bűz miatt a szomszédok kihívták az egészségügyi hatóságot, amely azt javasolta, tartósítsa a húst formaldehiddel. Soutine ezt megtette, de amikor a hús kiszáradt, elvesztette a színét. A festő ezért vért vásárolt a mészárszéken, és azzal öntözte meg az ökröt festéskor. Egy másik beszámoló szerint a hús hetekig állt a műteremben, és idővel legyek lepték el, ezért a művész fizetett egy modelljének, hogy hajtsa el őket, miközben dolgozik.
Szittya Emil visszaemlékezése szerint a litvániai születésű Soutine elmesélte neki, egyszer látta, ahogy a falusi mészáros elvágta a nyakát egy libának, és kieresztette a vért az állatból. „Kiáltani akartam, de a hentes vidám arckifejezése torkomra forrasztotta a szót. (...) Amikor a marhahúst festettem, még mindig ezt a kiáltást akartam felszabadítani. Még nem sikerült.”
A sorozat Marhahús és borjúfej (Boeuf et tête de veau) című darabja a párizsi Musée de l’Orangerie gyűjteményének része, ezen jól látszik, ahogy az állati részek henteskampókon lógnak. A széles, vörös és sárga ecsetvonások, amelyekkel a véres húst ábrázolta, kiemelik tárgyát a sötét, dimenzió nélküli háttérből. Mérete 92 x 73 centiméter, a Louvre 1963-ban jutott a festményhez. A Minneapolis Institute of Art Collection Soutine-képe 116,21 x 80,65 centiméteres, először Paul Guillaume műkereskedő tulajdonában volt. A múzeum 1957-ben jutott a festményhez.
A sorozat másik darabja Jonas Netter magángyűjteményének része. Soutine-t Amedeo Modigliani mutatta be a műgyűjtőnek kevéssel halála előtt ezekkel a szavakkalː „Ne haragudj, elmegyek, de Soutine-t rád hagyom”. A Musée de Grenoble festménye 202 x 114 centiméteres, és az intézmény tájékoztatója szerint Jézus keresztre feszítését idézi. A sorozat egyik darabjának tulajdonosa a buffalói Albright-Knox Art Gallery, ez a kép 130,97 x  98,11 centiméteres. A sorozat egy másik eleme az amszterdami városi múzeumban található.

## Képek

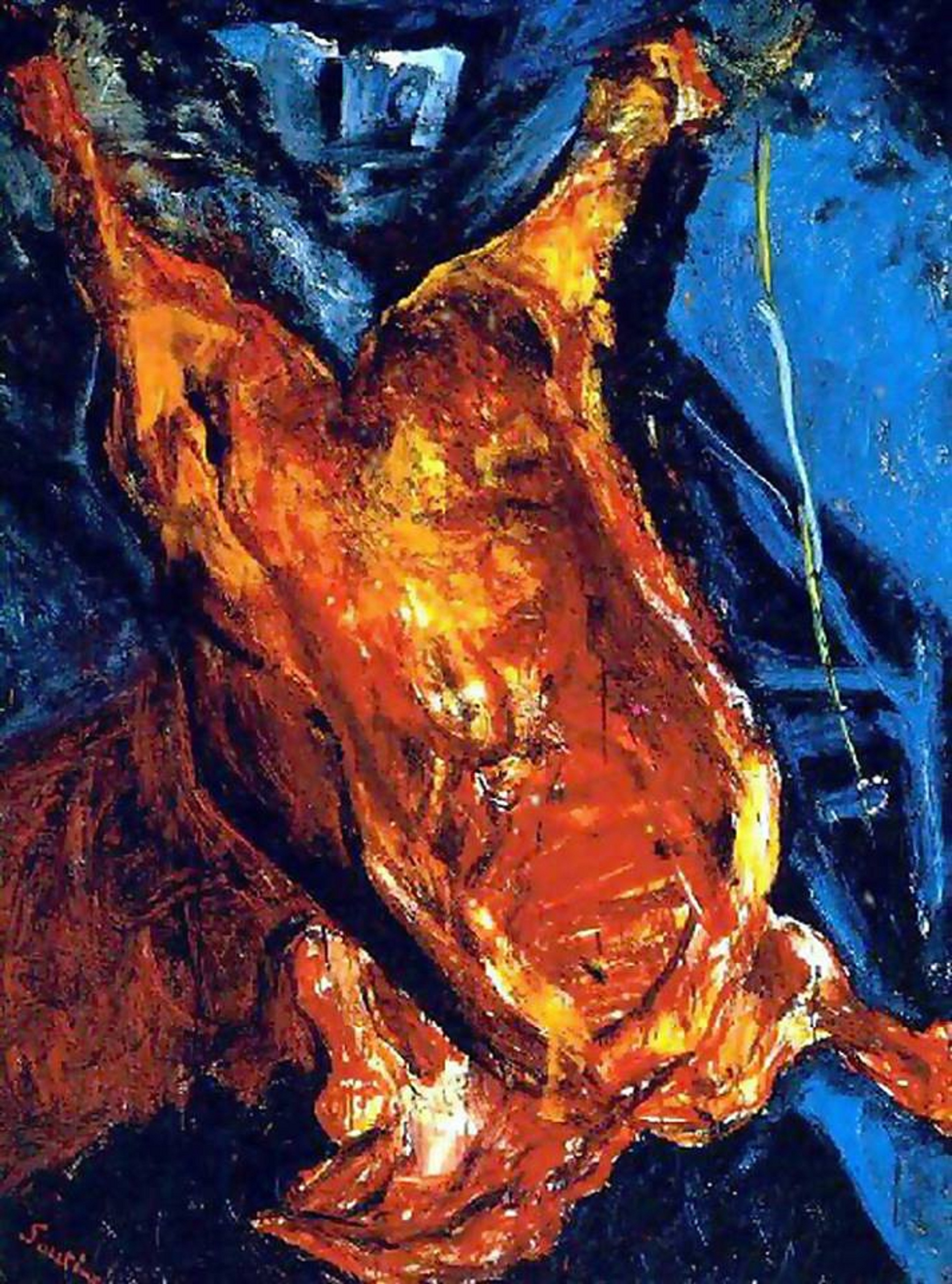
Netter-gyűjtemény
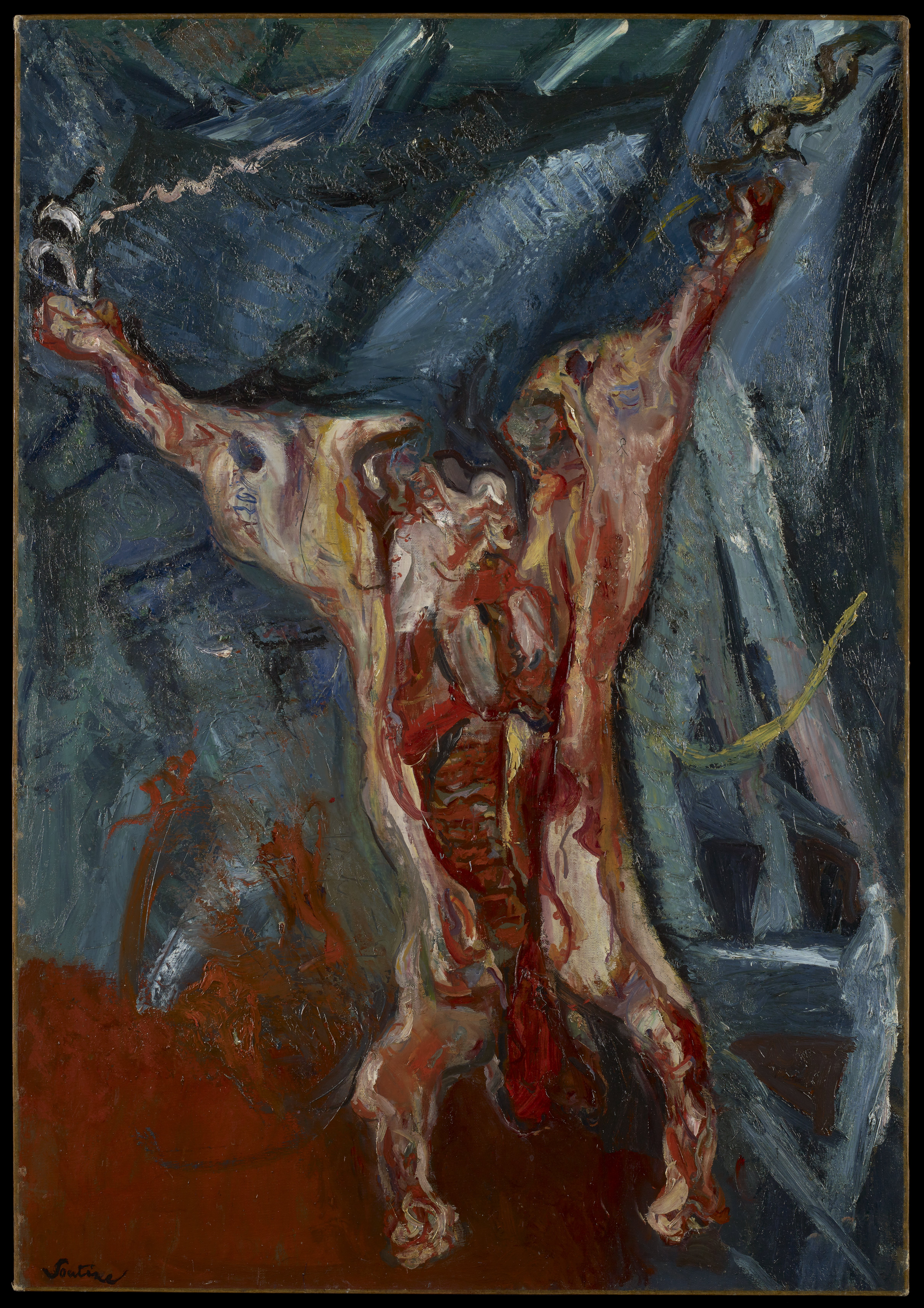
Minneapolis Institute of Art Collection
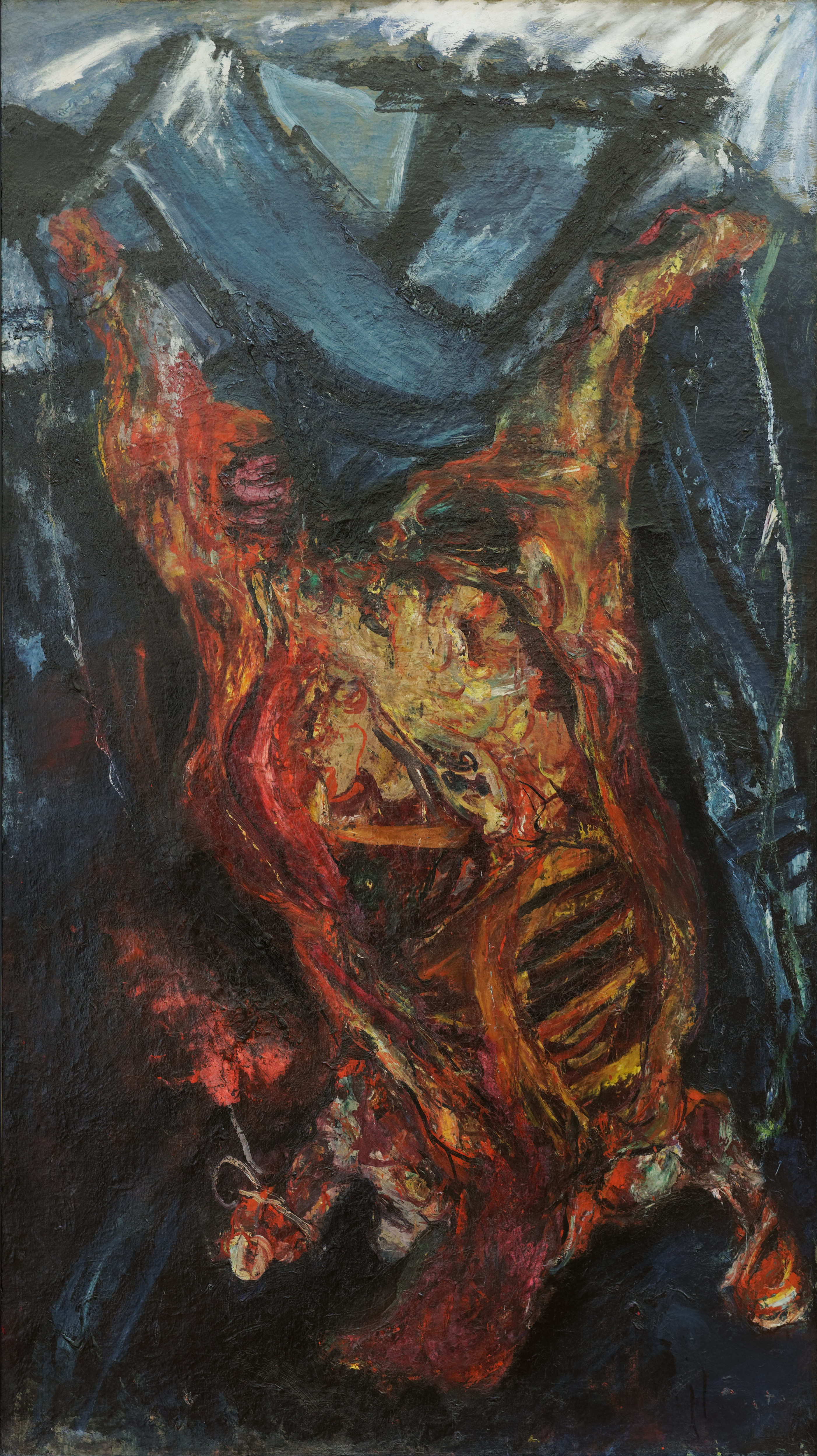
Musée de Grenoble
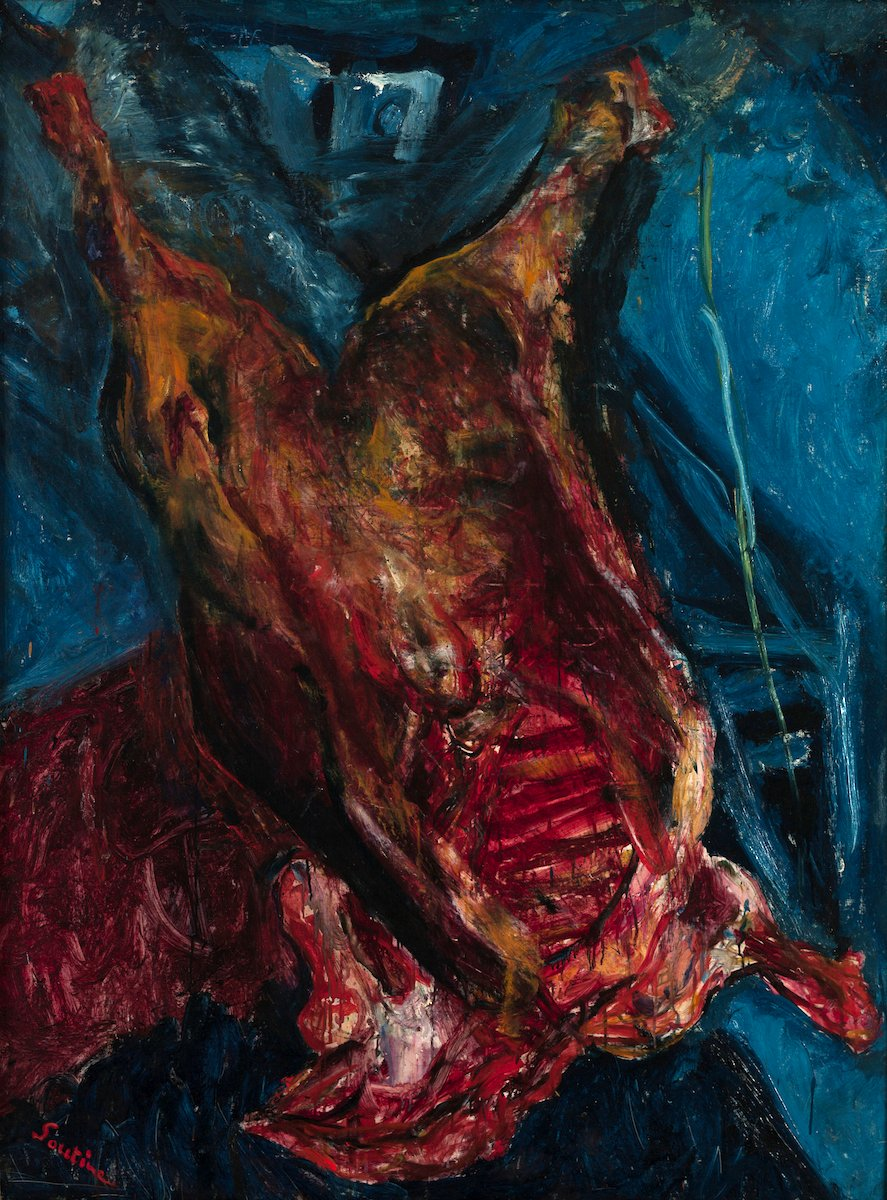
Albright-Knox Art Gallery
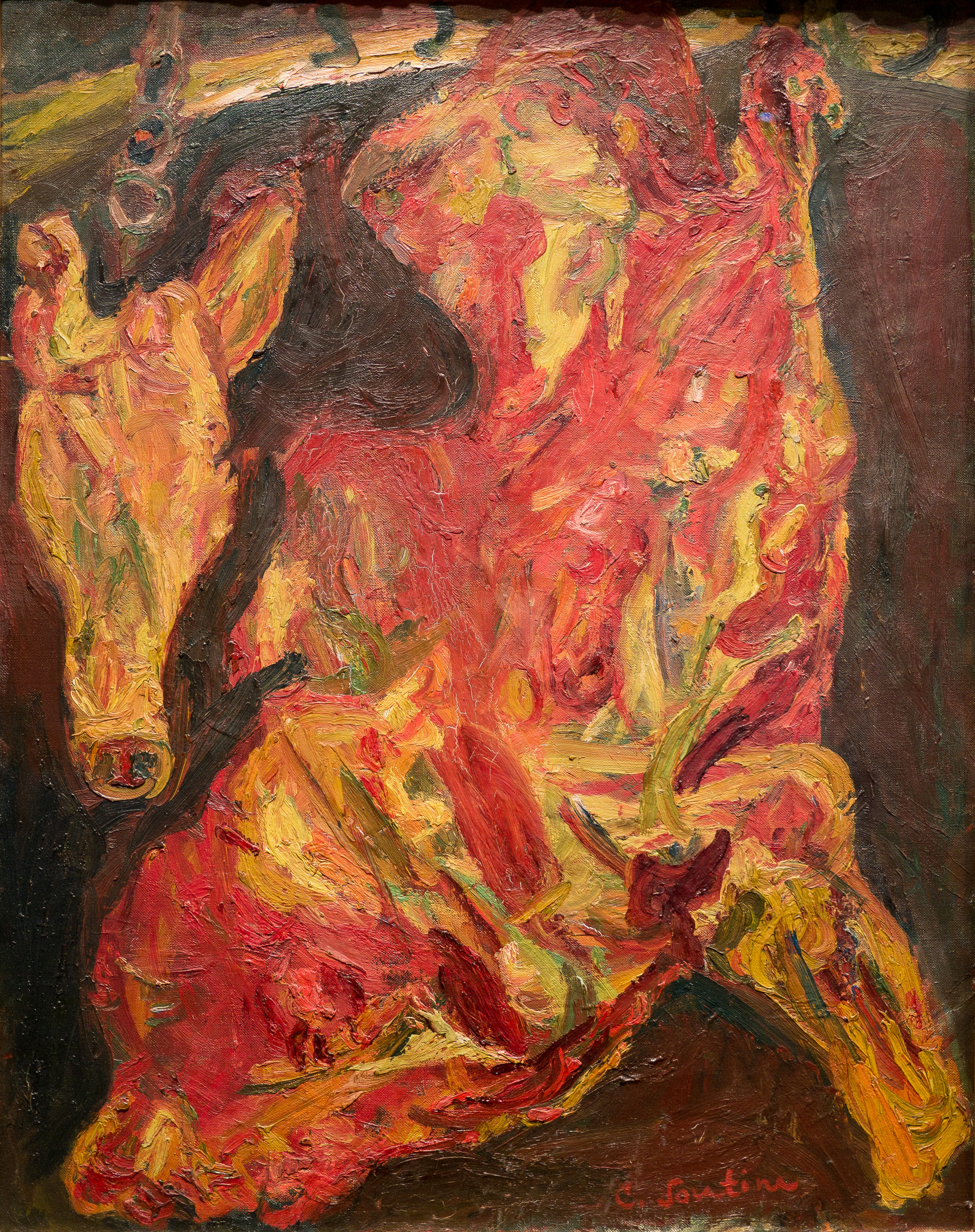
Musée de l’Orangerie